# Vigna riukiuensis
Vigna riukiuensis är en ärtväxtart som först beskrevs av Jisaburo Ohwi, och fick sitt nu gällande namn av Jisaburo Ohwi och Hiroyoshi Ohashi. Vigna riukiuensis ingår i släktet vignabönor, och familjen ärtväxter. Inga underarter finns listade i Catalogue of Life.